# 路德维希·施东弗埃格
路德维希·施东弗埃格（Ludwig Stumpfegger，1910年7月11日—1945年5月2日）是一位德国医生，也是納粹德國党卫队成員。他在1944至1945年间任阿道夫·希特勒的私人外科医生，1945年四月末，他和阿道夫·希特勒一起躲在元首地堡。
1945年4月30日，希特勒在自杀前签发命令，允许地堡内人员尝试突围。5月1日，施东弗埃格与马丁·鲍曼、阿图尔·阿克斯曼等人离开元首地堡。在魏登丹默桥，一辆虎II坦克为试图过桥的德方人员开路，但坦克很快便被击中，鲍曼和施东弗埃格“翻倒在地”。5月2日1:00，德方人员再次试图过桥，这次他们终于跨越了施普雷河。鲍曼、施东弗埃格以及阿克斯曼三人沿着铁道向火车站走去，阿克斯曼后来决定独自往相反方向走，但之后就遇到了红军巡逻队，于是再度掉头。阿克斯曼借着月光看清了铁路调车场附近一座桥上的两具尸体的面容，确认鲍曼和施东弗埃格已死。阿克斯曼没来得及去确认那二人的死因就離開遺體現場。 

## 遗骸被发现
1963年，一位已退休的邮政工人阿尔伯特·克鲁姆诺夫（Albert Krumnow）告诉警方，大概在1945年5月8日，苏联人曾要求他和其他同事掩埋在火车站附近的铁路桥附近发现的两具尸体。其中一具穿着德意志国防军制服，而另一具只穿着内衣。克鲁姆诺夫的同事瓦根弗尔（Wagenpfohl）在第二具尸体上找出了一本党卫队医生工资簿，确认死者是路德维希·施东弗埃格。瓦根弗尔将工资簿交给上级，后者又将其上交给了苏联人。而苏联人最后销毁了该证物。克鲁姆诺夫于1945年8月14日写信给施东弗埃格的遗孀，告诉她她丈夫的尸体“…和其他几名阵亡士兵的尸体一同被埋在柏林NW40的荣军大街63号“阿尔卑斯村”（Alpendorf）地下”。
1965年，根据阿克斯曼和克鲁姆诺夫的证词进行的挖掘工作没有收获，但在1972年，建筑工地的工人们在距1965年发掘点约12米处挖出了遺骸。两具骸骨的颌骨上都残留有碎玻璃渣，说明二人可能是为了不被俘虏而选择了咬破氰化物毒胶囊自杀。其中一具骸骨的高度以及其头骨形状符合鲍曼生前外貌。第二具骸骨的高度与施东弗埃格生前身高相仿。接着，人們将两颗头骨的照片和两人的面部照片重叠后，也得出了头骨与死者生前面容完全相符的结果。1973年初，调查人员又对两颗头骨进行了面部重构，最终确认于1972年发现的骸骨就属于施东弗埃格和鲍曼。1999年，调查方又利用DNA检测技术进一步确认鲍曼确实死在了1945年5月初的柏林。

## 影視形象
2004年电影《希特拉的最後12夜》中，演员托尔斯滕·克罗恩（Thorsten Krohn）饰演施东弗埃格。